# شورية رخوة
شورية رخوة (الاسم العلمي:Shorea mollis) هي نوع غير مؤكد من النباتات تتبع جنس الشورية من فصيلة مجنحية الثمر.